# 科布 (上加龙省)
科布（法語：Caubous）是法国上加龙省的一个市镇，属于圣戈当区（Saint-Gaudens）巴涅雷德吕雄县（Bagnères-de-Luchon）。该市镇总面积3.78平方公里，2009年时的人口为6人。

## 人口
科布人口变化图示